# Barylypa testacea
Barylypa testacea là một loài tò vò trong họ Ichneumonidae.